# Arthaz-Pont-Notre-Dame
Arthaz-Pont-Notre-Dame (prononcé [aʁta pɔ̃ nɔtʁ dam] ; mais le -az ne se prononce pas traditionnellement) est une commune française située dans le département de la Haute-Savoie, en région Auvergne-Rhône-Alpes. Elle fait partie de l'agglomération du Grand Genève. Petit bourg de la communauté de communes Arve et Salève, la commune comptait 1 670 habitants en 2022. Elle se situe dans la partie basse de la vallée de l'Arve en Faucigny.
Ce petit village de l'Avant-Pays savoyard sans rôle particulier dans la grande Histoire, comme l'observe en « Avant-propos » de son ouvrage l'historien local Paul Guichonnet, fait tout de même l'objet de deux monographies, en 1881 puis 1985. La commune n'est peut-être pas le théâtre des grands événements qui se déroulent dans le Faucigny ou le duché de Savoie, mais participe à son niveau des différents mouvements profonds de l'histoire. Ainsi de l'Antiquité à nos jours, quelques traces issues de fouilles, de l'observation du bâti ou encore de l'aménagement de l'espace agricole permettent de comprendre l'évolution de cette communauté.

## Géographie

### Localisation
Arthaz-Pont-Notre-Dame est une commune située dans la province historique du Faucigny et appartenant à la sous-région naturelle de l'avant-Pays savoyard,,. Installée sur un plateau sur la rive droite de la rivière appelée l'Arve, elle appartient à la « Basse-Arve ». Elle se trouve sur l'axe traditionnel menant de Genève à la vallée de l'Arve et du mont Blanc.
Arthaz-Pont-Notre-Dame s'étend sur 596 hectares et est située à une altitude moyenne de 475 m, sur un plateau entre l'Arve et son affluent la Ménoge. La partie centrale du plateau est occupée par le chef-lieu et les hameaux de la Chapelle, de Pilly de Truaz et du Pont. Au sud, s'étend une cuvette sur la rive droite de l'Arve, où se trouve le hameau de Nant, que l'on peut atteindre par la fameuse côte des Échelettes. Au nord, sur les hauteurs, se trouvent les villages de Rossat, du Cry, de la Forge et des Cormants.

### Communes limitrophes

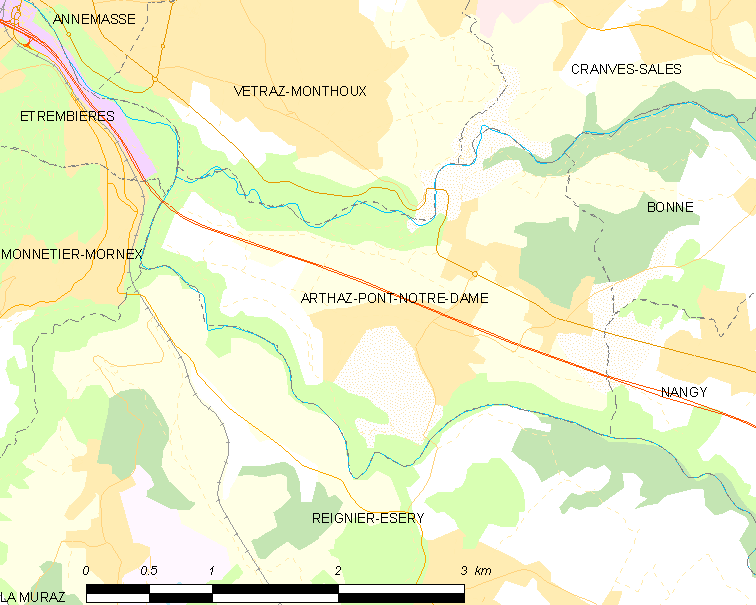
Arthaz-Pont-Notre-Dame et les communes voisines.

Arthaz-Pont-Notre-Dame possède une frontière communale à l'ouest avec le village de Monnetier-Mornex, au sud, sur la rive gauche de l'Arve avec celui de Reignier-Ésery, puis en continuant vers l'est avec les villages de Nangy, Cranves-Sales et Bonne, enfin au nord, sur la rive droite de la Menoge, avec celui de Vétraz-Monthoux.

### Climat
La situation d'Arthaz-Pont-Notre-Dame, à une altitude médiane de 596 m, lui onfère un climat continental montagnard, caractérisé par une humidité marquée. Dans sa monographie du village, l'historien Paul Guichonnet précise cette appartenance en la situant dans un climat de type d'avant-pays préalpin, tempéré, caractérisé par sa situation entre les climats plus rudes du Jura et des Alpes.

### Transport
Elle est desservie par la route nationale 505 dans le sens Annemasse-Chamonix et par la D 202 en direction de Reignier.

## Urbanisme

### Typologie
Au 1er janvier 2024, Arthaz-Pont-Notre-Dame appartient à la catégorie de ceinture urbaine, selon la nouvelle grille communale de densité à sept niveaux définie par l'Insee en 2022.
Elle appartient à l'unité urbaine de Genève (SUI)-Annemasse (partie française), une agglomération internationale regroupant 34  communes, dont elle est une commune de la banlieue,,. Par ailleurs, la commune fait partie de l'aire d'attraction de Genève - Annemasse (partie française), dont elle est une commune de la couronne,. Cette aire, qui regroupe 158 communes, se rattache aux aires de 700 000 habitants ou plus (hors Paris),.

### Occupation des sols
L'occupation des sols de la commune, telle qu'elle ressort de la base de données européenne d’occupation biophysique des sols Corine Land Cover (CLC), est marquée par l'importance des territoires agricoles (52,6 % en 2018), en diminution par rapport à 1990 (56,4 %). La répartition détaillée en 2018 est la suivante : 
forêts (30,7 %), zones agricoles hétérogènes (21,9 %), terres arables (21 %), zones urbanisées (16,7 %), prairies (9,7 %).
L'IGN met par ailleurs à disposition un outil en ligne permettant de comparer l’évolution dans le temps de l’occupation des sols de la commune (ou de territoires à des échelles différentes). Plusieurs époques sont accessibles sous forme de cartes ou photos aériennes : la carte de Cassini (XVIIIe siècle), la carte d'état-major (1820-1866) et la période actuelle (1950 à aujourd'hui).

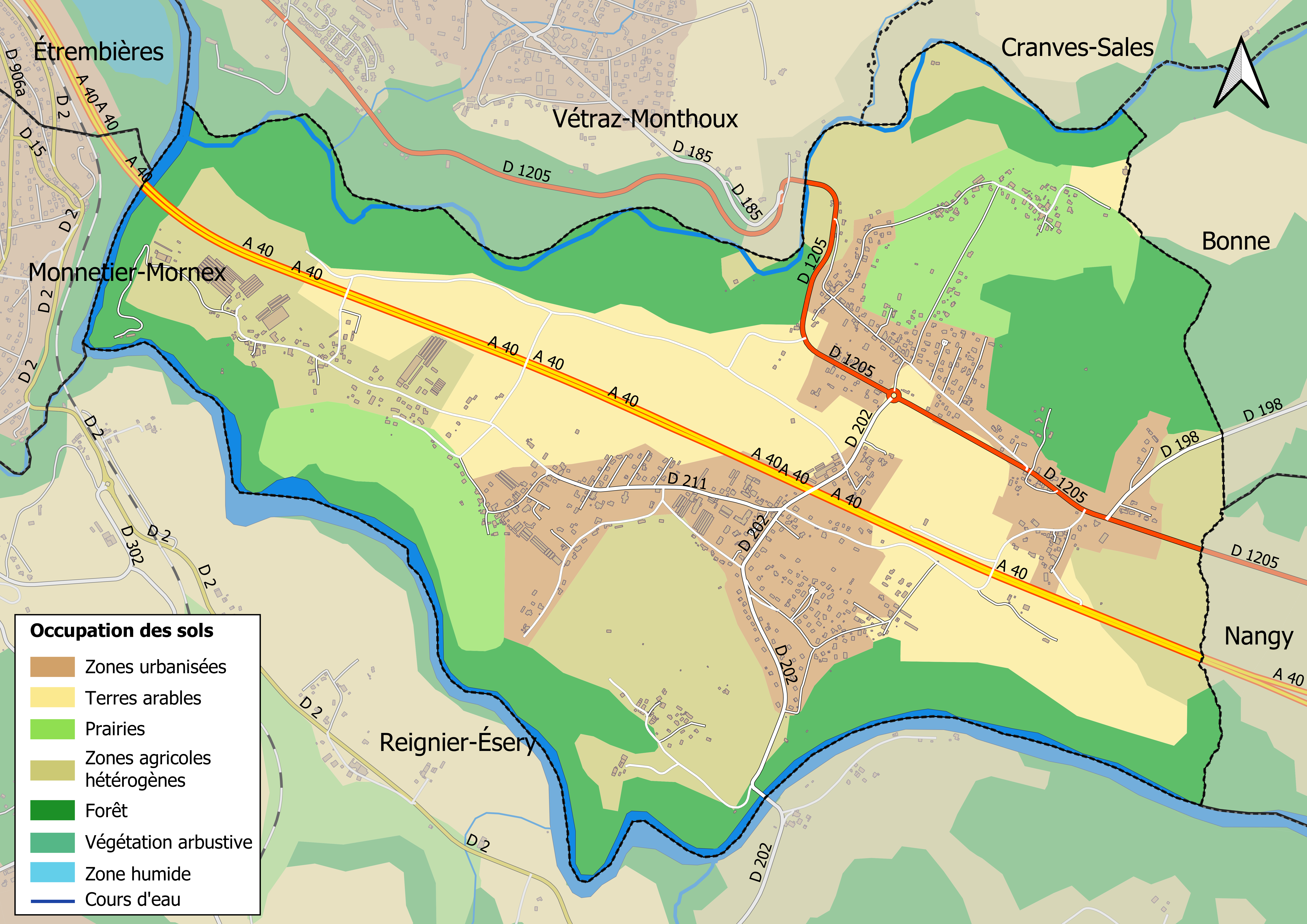
Carte des infrastructures et de l'occupation des sols en 2018 (CLC) de la commune.
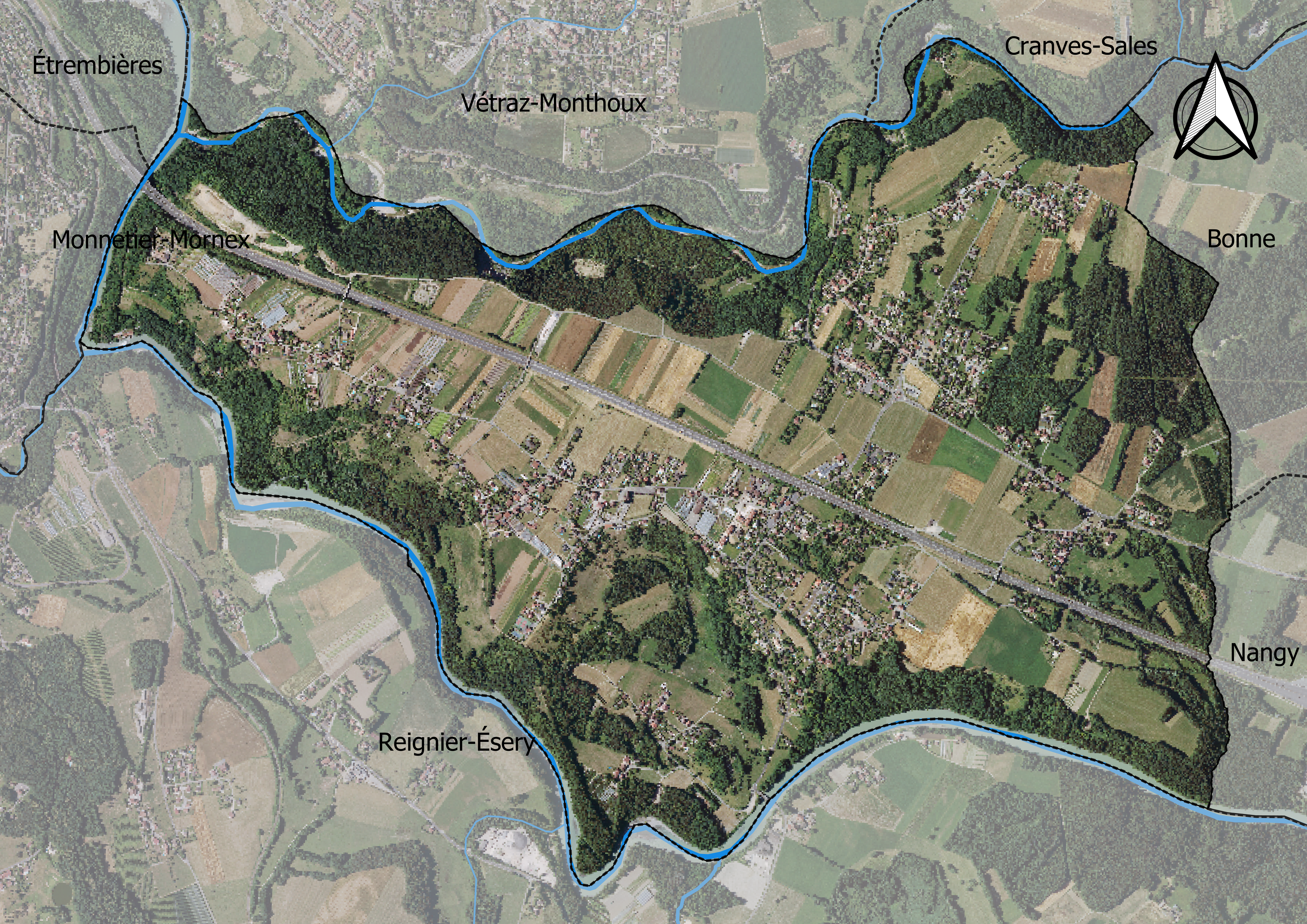
Carte orthophotogrammétrique de la commune.

## Toponymie
Le toponyme Arthaz-Pont-Notre-Dame est un nom issu de la fusion des communes de Pont-Notre-Dame avec Arthaz, en 1818.
Le toponyme Arthaz serait dérivé du mot gaulois artos, qui signifie « ours » (arta, « ourse »), soit un « lieu fréquenté par les ours » ou le nom d'un homme ayant ce nom ou ce sobriquet,. Peut-être l'ours était-il l'animal totem des Allobroges, le peuple celte de la région. Une racine indo-européenne *rk-s-o-s, rk-to-s, possède le même sens. Le village est mentionné sous la forme Artas (1275, 1344) et le restera jusqu'à la fin du XVIIIe siècle,. On trouve parfois la forme Dardel par substitution, porté par les seigneur d'Arthaz, dit Dardel (mentionnée en 1119 selon le Regeste genevois, n°250, puis en 1279 selon l'armorial de Foras, t. V). D'autres toponymes de la commune ont une origine gauloise.
Pont-Notre-Dame est quant à lui un toponyme composé du mot pont et de l'ancienne paroisse dédiée à Marie. Il n'existe aucune source mentionnant la présence d'un pont en ce lieu, mais comme les auteurs de l'Histoire des communes savoyardes l'indiquent, celui-ci a « dû exister puisqu'il donne son nom à une minuscule paroisse instituée en 1446 ».
En francoprovençal, le nom de la commune s'écrit Artâ selon la graphie de Conflans ou encore Arta selon l'ORB.

## Histoire

### Préhistoire et Antiquité

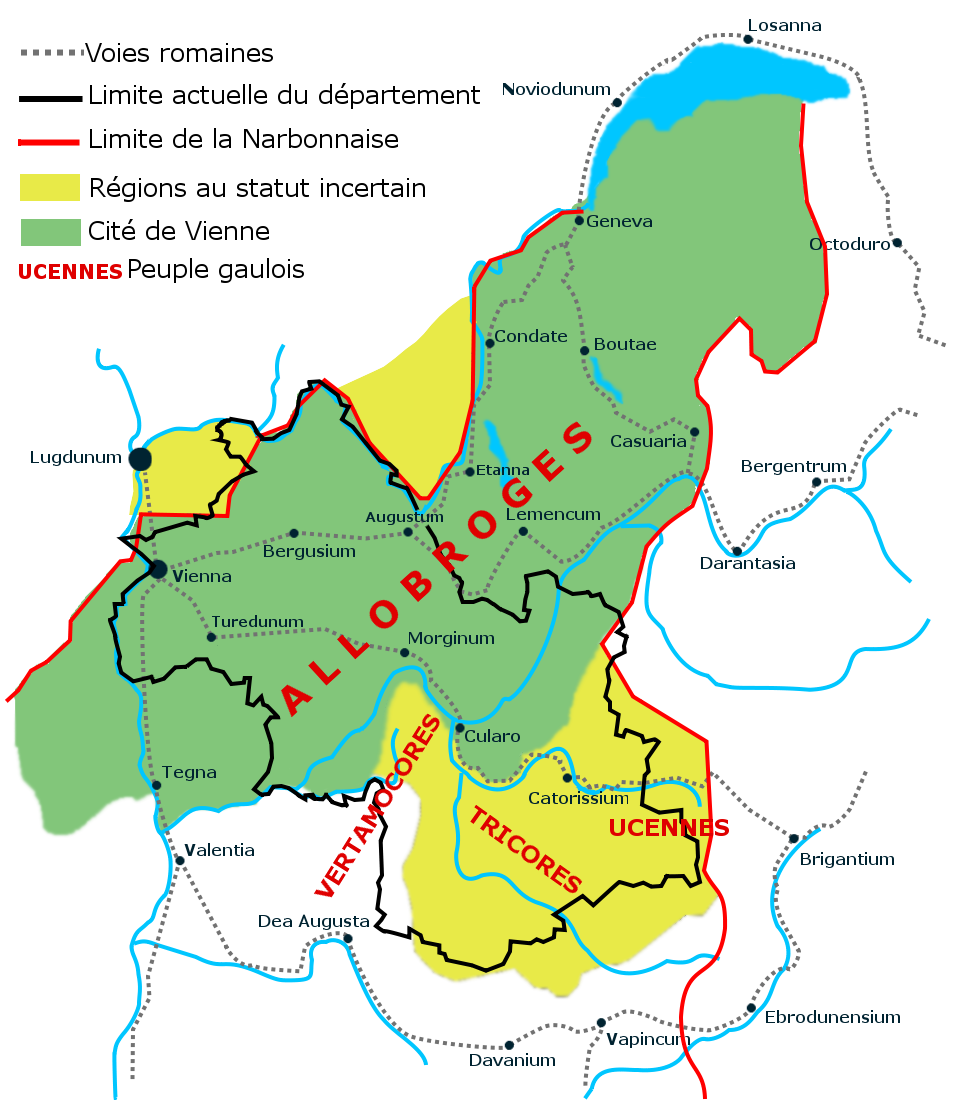
Territoire des Allobroges.

Paul Guichonnet souligne le fait que la situation de la commune sur un plateau, associée à des terres fertiles y ont permis une installation humaine précoce.
Arthaz se trouve dans le territoire des Allobroges qui contrôlent l'avant-pays plat, entre le Rhône et les Alpes.

### Période médiévale
Au Moyen Âge, le territoire de la commune relevait de deux seigneuries ; celle d'Arthaz et celle de Truaz.
Arthaz était le siège d'une seigneurie, au centre de laquelle on trouvait la bâtie ou maison forte dite de La Bastie-Dardel, ou  Bâtie-Dardel, ou Bâthie Dardel (Bastida (Bastita) Dardellorum, la Batiaz, cadastre n°1241), du XIIe siècle, dont il ne subsiste pratiquement plus aucune trace (quelques pans de mur et trace de fossés). Elle contrôlait le chemin d'Annemasse et fut ruiné par les Genevois en 1589. Il était situé sur promontoire au dessus de la Menoge. Les sires d'Arthaz, surnommés Dardel, sont mentionnés depuis 1119 (Régeste genevois, n°256) et sont considérés comme parents des comtes de Genève.
Elle est mentionnée en 1350 dans un inventaire après décès avec : « un moulin et un battoir sur la Menoge, le verger de l'Essert, sous la bâtie, dans la cuisine quatre harnais et des éperons et une grande quantité de bois pour le pèle ».
Dans la cour de la maison on trouve le four, complété d'un pétrin et d'une pâtière.
Il y a également trois granges, la première est « jointe à ladicte maison » dans laquelle sont entreposés du froment, de l'avoine, du seigle, des fèves, des pois et de la paille de blé. La seconde est distante de la maison ; elle est entourée de fossés dans lesquels il y a du poisson. La troisième, du nom de « Chancol », est cernée de vignes et contient un pressoir.

### Histoire administrative: vers la fusion des communes
Entre 1780 et 1837, Arthaz fait partie de la province de Carouge, division administrative des États de Savoie. En 1818, Pont-Notre-Dame est incorporée à cette même province. Cette dernière est supprimée en 1837 et les communes sont intégrées à la province de Faucigny.
En 1803, les paroisses de Pont-Notre-Dame et Arthaz sont réunies pour donner naissance à la nouvelle entité.
Il semble que Pont-Notre-Dame soit incapable de faire vivre une paroisse. La distance entre les deux chefs-lieux n'était que de 1,5 km, Arthaz comptait alors 464 habitants contre 75 à Pont-Notre-Dame, et un seul propriétaire pouvant remplir les fonctions de maire, la fusion fut décrétée le 1er juin 1813, par arrêté du baron Capelle, préfet du Léman. Pont-Notre-Dame reste autonome tout en étant administrée par le maire d'Arthaz. La fusion est définitive en 1818.
Lors des débats sur l'avenir du duché de Savoie, en 1860, la population est sensible à l'idée d'une union de la partie nord du duché à la Suisse. Une pétition circule dans cette partie du pays (Chablais, Faucigny, Nord du Genevois) et réunit plus de 13 600 signatures, dont 112 pour Arthaz. Le duché est réuni à la suite d'un plébiscite organisé les 22 et 23 avril 1860 où 99,8 % des Savoyards répondent « oui » à la question « La Savoie veut-elle être réunie à la France ? ».

## Politique et administration

### Situation administrative
La commune d'Arthaz-Pont-Notre-Dame, après avoir été attachée au canton d'Annemasse-Sud, appartient désormais au canton de Gaillard qui compte selon le redécoupage cantonal de 2014 dix communes, dont Bonne, Cranves-Sales, Etrembières, Gaillard, Juvigny, Lucinges, Machilly, Saint-Cergues et Vétraz-Monthoux. Elle appartient par ailleurs à la communauté de communes Arve et Salève, constituée essentiellement de communes du canton de Reignier-Ésery.
En 2010, la commune d'Arthaz-Pont-Notre-Dame a été récompensée par le label « Ville Internet @@ ».

### Liste des syndics et maires
| Période                                  | Période                      | Identité                | Étiquette | Qualité                                           |
| ---------------------------------------- | ---------------------------- | ----------------------- | --------- | ------------------------------------------------- |
| mars 1860                                | 1870                         | Joseph Babuty           | ...       | ...                                               |
| mars 1870                                | 1875                         | François Sermondade     | ...       | ...                                               |
| mars 1900                                | 1919                         | François Louis Pellevat | ...       | Conseiller d'arrondissement du canton d'Annemasse |
| mars 1919                                | 1926                         | François Rossat         | ...       | ...                                               |
| mars 1926                                | 1931                         | Charles Bovagne         | ...       | ...                                               |
| mars 1931                                | 1944                         | Edmond Pellevat         | ...       | ...                                               |
| mars 1944                                | 1945                         | Joseph Ducret           | ...       | ...                                               |
| mars 1945                                | 1953                         | Edmond Pellevat         | ...       | ...                                               |
| mars 1953                                | 1965                         | Auguste Sermondade      | ...       | ...                                               |
| mars 1965                                | 1980                         | Louis Pellevat          | ...       | ...                                               |
| octobre 1980                             | mars 1989                    | Jean Ruhin              | ...       | ...                                               |
| mars 1989                                | mars 2008                    | Yves Rosset             | ...       | ...                                               |
| mars 2008                                | août 2016                    | Cyril Pellevat          | LR        | Sénateur et conseiller régional de Haute-Savoie   |
| septembre 2016                           | mai 2020                     | Alain Ciabattini        | DVD       | ...                                               |
| mai 2020                                 | En cours (au septembre 2020) | Régine Mayoraz          |           | ...                                               |
| Les données manquantes sont à compléter. |                              |                         |           |                                                   |

## Population et société
Les habitants sont appelés les Arthaziennes et les Arthaziens.

### Démographie
L'évolution du nombre d'habitants est connue à travers les recensements de la population effectués dans la commune depuis 1793. Pour les communes de moins de 10 000 habitants, une enquête de recensement portant sur toute la population est réalisée tous les cinq ans, les populations de référence des années intermédiaires étant quant à elles estimées par interpolation ou extrapolation. Pour la commune, le premier recensement exhaustif entrant dans le cadre du nouveau dispositif a été réalisé en 2005.

En 2022, la commune comptait 1 670 habitants, en évolution de +10,38 % par rapport à 2016 (Haute-Savoie : +6,01 %, France hors Mayotte : +2,11 %).
| 1793 | 1800 | 1806 | 1822 | 1838 | 1848 | 1858 | 1861 | 1866 |
| ---- | ---- | ---- | ---- | ---- | ---- | ---- | ---- | ---- |
| 343  | 464  | 471  | 649  | 787  | 824  | 733  | 723  | 745  |

| 1872 | 1876 | 1881 | 1886 | 1891 | 1896 | 1901 | 1906 | 1911 |
| ---- | ---- | ---- | ---- | ---- | ---- | ---- | ---- | ---- |
| 757  | 761  | 695  | 684  | 663  | 650  | 630  | 635  | 623  |

| 1921 | 1926 | 1931 | 1936 | 1946 | 1954 | 1962 | 1968 | 1975 |
| ---- | ---- | ---- | ---- | ---- | ---- | ---- | ---- | ---- |
| 585  | 578  | 579  | 574  | 527  | 527  | 585  | 691  | 850  |

| 1982 | 1990  | 1999  | 2005  | 2006  | 2010  | 2015  | 2020  | 2022  |
| ---- | ----- | ----- | ----- | ----- | ----- | ----- | ----- | ----- |
| 957  | 1 139 | 1 169 | 1 220 | 1 240 | 1 279 | 1 440 | 1 646 | 1 670 |

### Social
La ville abrite les bâtiments d'un Point « Info-Familles », d'un centre communal d’action sociale, d'un Espace emploi, d'un Service d'entraide aux anciens qui s'occupe des personnes âgées (depuis 1996) et des personnes handicapées (depuis 2003).

### Médias

#### Radios et télévisions
La commune est couverte par des antennes locales de radios dont France Bleu Pays de Savoie, ODS Radio, etc. Enfin, la chaîne de télévision locale TV8 Mont-Blanc diffuse des émissions sur les pays de Savoie. Régulièrement, l'émission La Place du village expose la vie locale. France 3 et sa station régionale France 3 Rhône-Alpes peuvent parfois relater les faits de vie de la commune.

#### Presse et magazines
La presse écrite locale est représentée par des titres comme Le Dauphiné libéré, L'Essor savoyard, Le Messager - édition Faucigny, le Courrier savoyard.

#### Internet
Arthaz Pont-Notre-Dame a été récompensée pour sa politique Internet par le label « Ville Internet » en 2010 (@@).

## Économie

### Tourisme
En 2015, la capacité d'accueil de la station, estimée par l'organisme Savoie Mont Blanc, est de 31 lits touristiques répartis dans 7 structures, dont 1 meublé, les autres étant des hébergements non marchands.

## Culture locale et patrimoine

### Lieux et monuments
- Église d'Arthaz-Pont-Notre-Dame.
- Nouvelle église d'Arthaz-Pont-Notre-Dame (1853).
- Château de La Bâtie-Dardel ou d'Arthaz (Bastida (Bastita) Dardellorum, la Batiaz, cadastre n°1241), maison forte ou bâtie des sires de Dardel. Il reste quelques vestiges tels des pans de mur et la trace d'anciens fossés[19].
- Château de Baudry (XVIe siècle), situé entre Arthaz et Nangy[45],[46]. Il fut la possession des familles de Baudry, Chardon, Vernotte et de La Fléchère.
- Le Refuge de l'Espoir est un important centre de recueil des animaux, reconnu d'utilité publique.
- La chapelle, construite à la suite de la destruction de l'ancienne église en 1851.
- Atelier Balanche, atelier de restauration d'instruments de musique à claviers (pianos, clavecins, harmoniums).

### Personnalités liées à la commune
- Famille seigneuriale d'Arthaz, dit Dardel (à partir du XIIe siècle).
- Famille de Baudry, noblesse sénatoriale.
- Cyril Pellevat, sénateur, conseiller régional, maire.
- Charles Pellevat (1845-1900), salésien, évêque de Nagpur (Inde) de 1893 à 1900[47].

### Héraldique
| Blason de Arthaz-Pont-Notre-Dame | Blason  | Parti ; au premier de gueules à l’ours rampant contourné de sable, au second coupé, au I d’or à Notre Dame à l’Enfant au naturel, vêtue d’azur issant du trait de partition et au II de sinople à deux rivières d'azur mouvant du chef, l'une à dextre enjambée d'un pont d'une arche d'argent, l'autre à senestre enjambée d'un pont de quatre arches du même, et se rejoignant en pointe. |
| Blason de Arthaz-Pont-Notre-Dame | Détails | Armes parlantes (Arthur = ours + pont + Notre-Dame). Le statut officiel du blason reste à déterminer. |